# Scotty McCreery

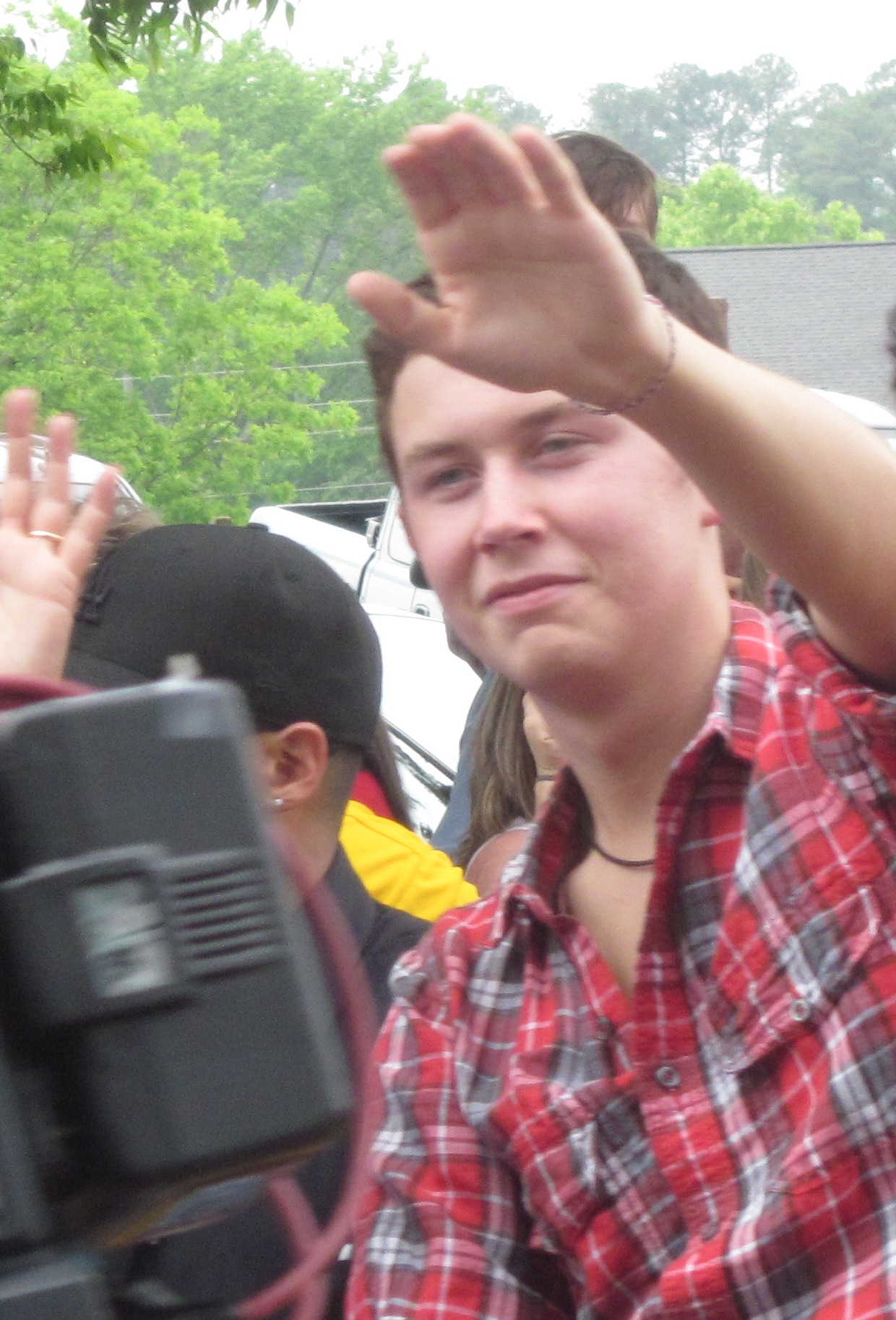
Scotty McCreery ngày 14/5/2011

Scott Cooke "Scotty" McCreery (sinh ngày 9 tháng 10 năm 1993) là một ca sĩ nhạc đồng quê người Mỹ quê ở Garner, Bắc Carolina, được biết đến với tư cách là quán quân American Idol (mùa 10) vào ngày 25/5/2011. Album đầu tay của anh, Clear as Day được nhận chứng chỉ Bạch kim ở Mĩ. Album bao gồm những bài hát đã nằm trong top 20 các ca khúc nhạc đồng quê, "I Love You This Big" và "The trouble with girls".

## Tiểu sử
McCreery sinh năm 1993 tại Garner, Bắc Carolina, là con của Judy (họ trước khi kết hôn "Cooke") và Michael McCreery. Mẹ anh là một chuyên viên bất động sản, và bố anh là một chuyên viên phân tích hệ thống. Bố anh sinh ra ở Aguadilla, bà nội anh là người Puerto Rico ở San Juan và ông nội là người Mỹ.. Mẹ anh là con gái của một giáo viên đã nghỉ hưu ở Gates County, NC. Scotty từng hâm mộ Elvis Presley khi còn bé, và học Guitar khi mười tuổi. Anh từng học tại trường tiểu học Timber Drive Elementary School và sau đó là Trung học West Lake Middle School và hát trong lễ tốt nghiệp. Sau đó, anh học tại Garner Magnet High School nơi anh tham gia một ban hợp ca, Die Meistersingers, trình diễn khắp nước Mỹ. Ban đầu anh hát giọng Tenor rồi chuyển sang giọng Bass rất trầm do "vỡ giọng" vào tuổi dậy thì. Anh chiến thắng trong một cuộc thi hát tên là "Clayton Idol" tại lễ hội Clayton Harvest tại Clayton, Bắc Carolina, và lọt vào 36 thí sinh xuất sắc trong cuộc thi ca hát "Rip the Hallways" dành cho thiếu niên ở Bắc Carolina. Anh đã trình diễn ở nhiều sự kiện tại địa phương.. Anh cũng đã tham gia Caswell Youth Retreat vào mùa hè năm 2009, và tham dự cuộc thi tài năng ở đó với phần biểu diễn ca khúc Long Black Train của Josh Turner Anh là người theo Công giáo, rất mộ đạo, rất thích đi nhà thờ và tâm niệm rằng Chúa đã giúp anh thành công trong sự nghiệp.

## American Idol
McCreery tham gia thử giọng cho American Idol tại Milwaukee. Ban giám khảo đã bất ngờ với chất giọng rất trầm hiếm gặp ở độ tuổi của Scotty. Anh là một trong năm thí sinh nam được bầu thẳng vào "Top 13" trong vòng bán kết. Trong một cuộc phỏng vấn với Ryan Seacrest, McCreery xác nhận rằng anh mang dòng máu Puerto Rico.
| “ | "Yes, I'm Puerto Rican, I have a little bit of J.Lo in me." | ” |

McCreery chưa từng rơi vào các tốp cuối, vị trí bottom 2 và 3, xuyên suốt mùa giải, trước anh có Kelly Clarkson, Carrie Underwood, Taylor Hicks, Jordin Sparks, David Cook và Lee Dewyze. Trong sự kiện "Scotty's top 3 homecoming day", Thị trưởng Garner là Ronnie Williams chính thức chọn ngày 14 tháng 5 là ngày "Scotty McCreery".
McCreery chiến thắng cuộc thi American Idol mùa 10 ngày 25 tháng 5 năm 2011, khi mới 17 tuổi, là quán quân Idol trẻ tuổi thứ nhì sau quán quân mùa 6 là Jordin Sparks.

### Phần thi và kết quả
| Tập                     | Chủ đề                         | Bài hát dự thi                                    | Ca sĩ gốc               | Thứ tự | Kết quả     |
| ----------------------- | ------------------------------ | ------------------------------------------------- | ----------------------- | ------ | ----------- |
| Audition                | Thử giọng                      | "Your Man"                                        | Josh Turner             | N/A    | An toàn     |
| Audition                | Thử giọng                      | "Put Some Drive in Your Country"                  | Travis Tritt            | N/A    | An toàn     |
| Hollywood Round, Part 1 | Hát đơn                        | "Your Man"                                        | Josh Turner             | N/A    | An toàn     |
| Hollywood Round, Part 2 | Hát nhóm                       | "Get Ready"                                       | The Temptations         | N/A    | An toàn     |
| Hollywood Round, Part 3 | Hát đơn lần 2                  | "I Hope You Dance"                                | Lee Ann Womack          | N/A    | An toàn     |
| Las Vegas Round         | Beatles Hát nhóm               | "Hello, Goodbye"                                  | The Beatles             | N/A    | An toàn     |
| Hollywood Round Final   | Hát đơn lần cuối               | "Long Black Train"                                | Josh Turner             | N/A    | An toàn     |
| Top 24 (12 Men)         | Bài hát tự chọn                | "Letters from Home"                               | John Michael Montgomery | 8      | An toàn     |
| Top 13                  | Thần tượng cá nhân             | "The River"                                       | Garth Brooks            | 12     | An toàn     |
| Top 12                  | Bài hát sáng tác cùng năm sinh | "Can I Trust You with My Heart"                   | Travis Tritt            | 8      | An toàn     |
| Top 11                  | Motown                         | "For Once in My Life"                             | Stevie Wonder           | 7      | An toàn     |
| Top 111                 | Elton John                     | "Country Comfort"                                 | Elton John              | 1      | An toàn     |
| Top 9                   | Rock & Roll Hall of Fame       | "That's All Right"                                | Arthur Crudup           | 6      | An toàn     |
| Top 8                   | Nhạc phim                      | "I Cross My Heart" — Pure Country                 | George Strait           | 4      | An toàn     |
| Top 7                   | Thế kỷ 21                      | "Swingin'"                                        | John Anderson           | 1      | An toàn     |
| Top 6                   | Carole King                    | Solo "You've Got a Friend"                        | Carole King             | 4      | An toàn     |
| Top 6                   | Carole King                    | Duet "Up on the Roof" with Lauren Alaina          | The Drifters            | 6      | An toàn     |
| Top 5                   | Songs from Now and Then        | "Gone"                                            | Montgomery Gentry       | 4      | An toàn     |
| Top 5                   | Songs from Now and Then        | "Always on My Mind"                               | Brenda Lee              | 9      | An toàn     |
| Top 4                   | Bài hát tạo cảm hứng           | "Where Were You (When the World Stopped Turning)" | Alan Jackson            | 3      | An toàn     |
| Top 4                   | Leiber & Stoller Songbook      | "Young Blood"                                     | The Coasters            | 7      | An toàn     |
| Top 3                   | Lựa chọn cá nhân               | "Amazed"                                          | Lonestar                | 1      | An toàn     |
| Top 3                   | Jimmy Iovinechọn               | "Are You Gonna Kiss Me or Not"                    | Thompson Square         | 4      | An toàn     |
| Top 3                   | Giám khảo chọn                 | "She Believes in Me"                              | Kenny Rogers            | 7      | An toàn     |
| Finale                  | Phần thi tâm đắc               | "Gone"                                            | Montgomery Gentry       | 1      | Chiến thắng |
| Finale                  | George Strait chọn             | "Check Yes or No"                                 | George Strait           | 3      | Chiến thắng |
| Finale                  | bài hát chiến thắng            | "I Love You This Big"                             | Scotty McCreery         | 5      | Chiến thắng |

- ^Note 1  Do giám khảo cứu trợ Casey Abrams, Top 11 tiếp tục thio thêm một tuần và loại 2 thí sinh vào tuần sau.

## Sau-Idol
Scotty phát hành đĩa đơn "I Love You This Big" ngay sau khi thắng cuộc thi American Idol. Bài hát được xếp hạng 32 trong bảng xếp hạng Billboard Hot Country Songs, trở thành thứ hạng khởi điểm cao nhất cho một đĩa đơn từ khi Bảng xếp hạng này chuyển qua dạng BDS data từ ngày 20 tháng 1 năm 1990. Bài hát bán 171,404 đơn vị ngay tuần đầu.
Anh ký hợp đồng với Mercury Nashville, hợp đồng này cho anh hơn $250.000 cho việc thu âm album đầu tay.
Cả McCreery và Lauren Alaina đều được mời xuất hiện tại CMT Music Awards vào ngày 8 tháng 6 năm 2011. Họ cũng biểu diễn tại Grand Ole Opry vào ngày 10 tháng 6. McCreery trình bày "I Love You This Big" và "Check Yes or No" của George Strait. Chuyến đi tới Nashville của họ còn tiếp tục sau đó với sự xuất hiện tại chương trình đặc biệt của đài ABC CMA Music Fest: Country's Night to Rock, nơi McCreery biểu diễn ca khúc "Your Man" cùng Josh Turner tại CMA Music Festival.
McCreery đi tour cùng American Idols LIVE! Tour 2011, bắt đầu từ thành phố West Valley, Utah vào ngày 6 tháng 7 năm 2011 và kết thúc tại Manila, Philippines ngày 21 tháng 9 năm 2011.
GAC công chiếu chương trình TV đặc biệt, Introducing: Scotty McCreery, vào ngày 3 tháng 10 năm 2011, một ngày trước khi album đầu tay của anh ra mắt.
Ngày 19 tháng 10 năm 2011, McCreery hát bài hát quốc ca tại trận đấu đầu tiên của giải World Series giữa đội St. Louis Cardinals and Texas Rangers tại Busch Stadium ở St. Louis, Missouri.
Ngày 9 tháng 11 năm 2011, McCreery biểu diễn "Walk in the Country" và công bố giải CMA Radio Stations of the Year honors tại lễ trao giải thường niên lần thứ 45 Country Music Association Awards.
Ngày 10 tháng 11 năm 2011, McCreery cùng với các nghệ sĩ nhạc đồng quê khác tại Nashville cùng thu âm cho chương trình CMA Country Christmas special lên sóng tại đài ABC ngày 1 tháng 12.
Lễ Tạ ơn năm 2011, McCreery trình diễn đĩa đơn thứ hai của anh, "The Trouble with Girls" tại cuộc diễu hành lần từ 85 Macy's Thanksgiving Day ở thành phố New York và sau đó là Macy's Great Tree Lighting tại Lenox Square Mall ở Atlanta vào buổi tối.
McCreery trình diễn đĩa đơn thứ hai tại lễ trao giải thường niên lần thứ 2 Annual American Country Awards  ngày 5 tháng 12 năm 2011 và nhận được giải thưởng ở hạng mục New Artist.
McCreery trình diễn "The First Noel" tại CMA Country Christmas.
McCreery biểu diễn tại lễ diễn hành Disney Parks Christmas Day Parade ở Walt Disney World ngày 25 tháng 12 năm 2011.
Năm 2012, anh đi tour cùng Brad Paisley và The Band Perry.

### Clear as Day(2011)
Album đầu tay của McCreery, Clear as Day, được phát hành vào ngày 4 tháng 10 năm 2011. Album bao gồm cả bài hát của Keith Urban và bài hát cùng tên "Clear as Day". Đĩa đơn từ album, "The Trouble with Girls" được phát sóng trên radio ngày 30 tháng 8 năm 2011, và được phát hành trên iTunes ngày 1 tháng 9 năm 2011. 
Album đã bán được 197,000 bản vào tuần đầu ra mắt, và Scotty McCreery đã làm nên lịch sử với việc là nghệ sĩ nhạc đồng quê đầu tiên ra mắt tại vị trí No. 1 tại bảng xếp hạng Billboard 200 với album phòng thu đầu tiên, và cũng là nghệ sĩ nam trẻ nhất đứng đầu bảng xếp hạng với lần đầu tiên phát hành. Album dành vị trí No. 1 tại năm bảng xếp hạng riêng biệt Billboard charts - Billboard 200, Top Current Albums, Digital Albums, Internet Albums, và Top Country Albums.
McCreery xuất hiện trên Today ngày 23 tháng 11 năm 2011 cùng với tin album đầu tay Clear as Day đã chính thức đạt chứng chỉ Vàng.
Clear as Day nhận được chửng chỉ Bạch kim với hơn 1 triệu bản được bán ra.
Với việc album đầu tay Clear as Day đạt No. 1 tại bảng xếp hạng Billboard 200, Scotty McCreery cùng với Kelly Clarkson, Ruben Studdard, Clay Aiken, Carrie Underwood và Chris Daughtry (Daughtry) là những thí sinh Idol duy nhất có album đứng thứ nhất.
McCreery thu âm bài hát "Please Remember Me" của Tim McGraw và phát hành ngày 8 tháng 3 năm 2012. Bài hát được dùng làm bài hát tạm biệt của American Idol mùa giải 11.

## Thu âm

### Album phòng thu
| Tựa                            | Chi tiết | Vị trí cao nhất trên BXH | Vị trí cao nhất trên BXH | Vị trí cao nhất trên BXH | Vị trí cao nhất trên BXH | Chứng chỉ      | Tiêu thụ        |
| Tựa                            | Chi tiết | US Country               | US                       | CAN                      | NZ                       | Chứng chỉ      | Tiêu thụ        |
| ------------------------------ | --- | ------------------------ | ------------------------ | ------------------------ | ------------------------ | -------------- | --------------- |
| Clear as Day                   | - Phát hành: ngày 4 tháng 10 năm 2011 - Hãng đĩa: 19/Interscope Records/ Mercury Nashville - Định dạng: CD, Tải nhạc số           | 1                        | 1                        | 4                        | 33                       | - US: Platinum | - US: 1,127,000 |
| Christmas with Scotty McCreery | - Phát hành: ngày 16 tháng 10 năm 2012 - Hãng đĩa: 19/Interscope Records/ Mercury Nashville - Định dạng: CD, download kỹ thuật số | 2                        | 4                        | —                        | —                        | - US: Gold     | - US: 165,000   |

#### Compilation albums
| Tựa                                      | Chi tiết                                                                                          | Vị trí cao nhất trên BXH | Vị trí cao nhất trên BXH | Vị trí cao nhất trên BXH | Vị trí cao nhất trên BXH | Tiêu thụ           |
| Tựa                                      | Chi tiết                                                                                          | US Country               | US                       | US Indie                 | CAN                      | Tiêu thụ           |
| ---------------------------------------- | ------------------------------------------------------------------------------------------------- | ------------------------ | ------------------------ | ------------------------ | ------------------------ | ------------------ |
| American Idol Season 10: Scotty McCreery | - Phát hành: 24/5/2011 - Hãng đĩa: 19 - Định dạng: Digital download                               | 3                        | 12                       | 3                        | 25                       | - US sales: 42,000 |
| Scotty McCreery QVC Bundle               | - Phát hành: October 30, 2012 - Hãng đĩa: 19/Interscope Records/Mercury Nashville - Định dạng: CD | 20                       | 93                       | —                        | —                        | - US sales: 5,000  |

### Đĩa mở rộng
| Tựa                                                 | Chi tiết                                                                                                 | Vị trí cao nhất trên BXH | Vị trí cao nhất trên BXH | Vị trí cao nhất trên BXH | Tiêu thụ      |
| Tựa                                                 | Chi tiết                                                                                                 | US Country               | US                       | CAN                      | Tiêu thụ      |
| --------------------------------------------------- | --- | ------------------------ | ------------------------ | ------------------------ | ------------- |
| American Idol Season 10 Highlights: Scotty McCreery | - Phát hành: 28/6/2011 - Hãng đĩa: 19/Interscope Records/ Mercury Nashville - Định dạng: CD, tải nhạc số | 2                        | 10                       | 25                       | - US: 201,000 |

### Đĩa đơn
| Năm  | Đĩa đơn                  | Vị trí cao nhất trên BXH | Vị trí cao nhất trên BXH | Vị trí cao nhất trên BXH | Tiêu thụ      | Chứng chỉ  | Album        |
| Năm  | Đĩa đơn                  | US Country               | US                       | CAN                      | Tiêu thụ      | Chứng chỉ  | Album        |
| ---- | ------------------------ | ------------------------ | ------------------------ | ------------------------ | ------------- | ---------- | ------------ |
| 2011 | "I Love You This Big"    | 15                       | 11                       | 21                       | - US: 851,000 | - US: Gold | Clear as Day |
| 2011 | "The Trouble with Girls" | 17                       | 55                       | —                        | - US: 714,000 | - US: Gold | Clear as Day |
| 2012 | "Water Tower Town"       | 38                       | —                        | —                        | - US: 93,000  |            | Clear as Day |

- AĐĩa đơn hiện tại.[56]

#### Các đĩa đơn khác
| Năm  | Đĩa đơn              | Tiêu thụ     |
| ---- | -------------------- | ------------ |
| 2012 | "Please Remember Me" | - US: 58,000 |

### Video âm nhạc
| Năm  | Video                    | Đạo diễn      |
| ---- | ------------------------ | ------------- |
| 2011 | "I Love You This Big"    | Shane Drake   |
| 2011 | "The Trouble with Girls" | Roman White   |
| 2012 | "Water Tower Town"       | Todd Cassetty |

## Giải thưởng và đề cử
| Năm  | Giải thưởng                     | Hạng mục | Kết quả   |
| ---- | ------------------------------- | --- | --------- |
| 2011 | Teen Choice Awards 2011         | Choice Music: Breakout Artist (Nghệ sĩ đột phá)                                                              | Đề cử     |
| 2011 | American Country Awards         | Artist of the Year: New Artist (Nghệ sĩ mới của năm)                                                         | Đoạt giải |
| 2012 | Academy of Country Music Awards | Best New Artist (Nghệ sĩ mới xuất sắc)                                                                       | Đoạt giải |
| 2012 | Billboard Music Awards          | Top New Artist (Nghệ sĩ mới xuất sắc)                                                                        | Đề cử     |
| 2012 | Billboard Music Awards          | Top Country Album (Album nhạc đồng quê xuất sắc)                                                             | Đề cử     |
| 2012 | CMT Music Awards                | USA Breakthrough Video of the Year (Video đột phá của năm)                                                   | Đoạt giải |
| 2012 | MusicRow Awards                 | Breakthrough Artist (Nghệ sĩ đột phá)                                                                        | Đề cử     |
| 2012 | Teen Choice Awards 2012         | Choice Male Country (Nghệ sĩ nam nhạc đồng quê)                                                              | Đề cử     |
| 2012 | Teen Choice Awards 2012         | Choice TV: Male Reality Star (American Idol) (Ngôi sao nam chương trình truyền hình thực tế (American Idol)) | Đề cử     |